# Бифеж
Бифеж — ветеринарный препарат с содержанием активного компонента Ферроцин, предназначенный для выведения радионуклидов и тяжелых металлов из организма домашних и сельскохозяйственных животных. Бифеж представляет собой композицию ферроцина (10 %) на носителе — специальным образом обработанной целлюлозе (90 %).
Ферроцин — мелкодисперсный порошок синего цвета, неорганический сорбент на основе комплексных соединений, относящихся к группе гексацианоферратов — ферроцианидов, так же известных под общим тривиальным названием берлинская лазурь. Ферроцин состоит из 5 % железо-гексацианоферрата калия KFe[Fe(CN)6] и 95 % железо-гексацианоферрата Fe4[Fe(CN)6]3. Фармакопейный препарат Ферроцин был разрешен Фармкомитетом и Минздравом СССР в 1978 году для применения при остром отравлении человека изотопами цезия. Конечный продукт синтеза ферроцина для людей отличается от препарата для ветеринарных нужд меньшим числом стадий отмывки от растворимых солей железа и калия.
Бифеж был разработан в конце 80-х годов в целях адаптации ведения животноводчества на загрязненных территориях после аварии на Чернобыльской АЭС. Внесен в Государственный реестр лекарственных средств для ветеринарного применения под номером 46-3-16.12-0827№ПВР-3-5.5/01571. Использование более 500 тонн препарата Бифеж с 1993 по 2003 года позволило реабилитировать более 250 тысяч коров и очистить от цезия более 500 тысяч тонн молока в России, Украине и Белоруссии.
В 1989—1992 годах под руководством института Биофизики (ныне ФМБЦ им А. И. Бурназяна) были проведены эксперименты по изучению эффективности различных форм ферроцинсодержащих препаратов в качестве сорбентов для выведения Cs-137, их потенциальной токсичности, влияния на темпы производства коровьего молока и здоровье животных, простоты реализации в повседневной сельскохозяйственной практике. Были изучены четыре различных формы препаратов: 98 % чистый порошок Ферроцина, болюсы с 15 % содержанием Ферроцина, соль-лизунец (10 % Ферроцина) и препарат Бифеж (10 % Ферроцина). Наибольшую эффективность показали чистый порошок Ферроцина и Бифеж, снижающие переходы цезия в молоко более чем на 90 %. Соль-лизунец хорошо работает для животных на свободном выгуле, однако она как и болюсы снижает переход цезия лишь на 50-75 %.

## Выведение радионуклидов цезия
В ходе начальных испытаний ферроцианидосодержащие препараты сокращали переход радиоизотопа цезий-137 из подножных кормов в молоко и мясо в 1,5-6 раз. Дальнейшие исследования показали, что ежедневное добавление 30 г препарата Бифеж к кормам снижает содержание цезия-137 в мышечной ткани коров, бычков и овец в 12-13 раз, во внутренних органах — в 25-90 раз, в коровьем молоке — в 10-20 раз. Содержание Cs-137 в мясе птиц, которым скармливался препарат Бифеж в концентрации 0,2 г на 1 кг живого веса птицы, снижается в 3-4 раза.

## Выведение тяжелых металлов
Добавка в рацион крупного рогатого скота препарата Бифеж позволяет снижать содержание тяжелых металлов в органах, мясе и молоке животных. Утреннее кормление молодняка в смеси с концентратами в дозе 30 г. Бифежа на голову позволяет снизить содержание свинца в мышечной ткани и печени в 7-9 раз, кадмия — в 3-5 раз. При скармливании ферроцина концентрация свинца в мышцах снижается в 3-4 раза, печени — в 3 раза, кадмия в печени — в 6,3 раза, а в мышцах — обнаружены его следы. Добавка в рацион лактирующих коров ферроцина уменьшало концентрацию свинца в молоке на 39 %, кадмия — на 18 %.
Исследования по предотвращению накопления в организме свиней различных токсикантов, особенно солей тяжелых металлов, показали целесообразность применения энтеросорбента Бифеж в дозе 0,15 г на 1 кг живой массы в течение 90 дней животным на откорме и 30 дней — молодняку на доращивании. Снижение цинка в мышцах снижается на 18 % относительно исходного материала. Отмечено также почти полное выведение свинца из почек.
Для цыплят-бройлеров применение препарата Бифеж в дозе 0,15 г на 1 кг живой массы позволяет снизить уровень свинца в мышцах на 40,7 %, а кадмия на 48,5 % по сравнению с контрольной группой.

## Увеличение приростов сельхозпродукции
Применение препаратов Бифеж и Ферроцин за счет снижения ксенобиотической и токсической нагрузки на организм животных ведет к повышению среднесуточного прироста живой массы бычков на 20-22 %, увеличение прироста массы тела на 31-48 % (с Бифежем) и 15 % (с Ферроцином).
Скармливание препарата сухостойным коровам в дозе 60 г на голову в сутки способствует снижению послеродовых заболеваний и рождению более жизнеспособного молодняка: количество эритроцитов повышается на 10 %, гемоглобина — на 11 %; иммуноглобулинов — на 17,6 %. Масса при рождении телят увеличивается на 4,2 %, прирост массы в первый месяц — на 7 %. Улучшается репродуктивная функцию коров, что выражается в уменьшении патологии родового акта на 16,7 %, заболеваний послеродового периода на 20 %, продолжительности бесплодия на 12,2 дней.
Скармливание Ферроцина с микроэлементами в составе солебрикетов увеличивает молочную продуктивность на 5,4 % и повышает жирность молока на 13,9 % в условиях кормления кормами, загрязненными тяжелыми металлами. При этом существенного влияния на казеин и его фракции в сыре и твороге не выявлено.
Добавление в рацион свиней препарата Бифеж (0,15 г/кг живой массы) повышает среднесуточный прирост живой массы на 19,2 % при использовании на откорме, на 26,8 % — на доращивании. Использование Бифежа в рационе супоросных свиноматок обеспечивает среднесуточный прирост поросят-сосунов на 4 %, сохранность — на 6,2 %. Молочность свиноматок повышается на 11 %. Увеличение содержания Т-лимфоцитов на 31 %, гемоглобина на 11,8 %, эритроцитов — на 4,1 %.
Для повышения продуктивности цыплят-бройлеров и с целью снижения и предотвращения накопления в организме различных токсикантов, рекомендуется введение препарата в дозе 0,15 г/кг живой массы с 10-дневного возраста и до убоя. Прирост живой массы повышается на 3,1 %, среднесуточный прирост живой массы составляет 3,8 %, затраты корма на единицу продукции снижаются на 8 %.